# Jean-Pierre Blanchard
Jean-Pierre Blanchard (4. července 1753, Les Andelys – 7. března 1809 u Paříže) byl francouzský průkopník balonové vzduchoplavby.

## Život
Blanchard pocházel z rodiny soustružníka ebenu a mechanika v Normandii. Již v dětství ho bavilo vynalézat a konstruovat mechanické stroje: zhotovil například hydraulický šlapací stroj se 133 metrovým vodovodem vedoucím z řeky Seiny na zámek Gaillard a pro úspěch konstrukci zopakoval ještě ve Vernonu a v Grenoblu. Toužil také létat a experimentoval nejprve několik let s vlastním létajícím strojem na bázi ornitoptéry, svou létací loď se šesti křídly a kormidlem předvedl 5. května roku 1782 bez úspěchu. Po zhlédnutí letů bratří Montgolfierů s balonem plněným horkým vzduchem, nazvaným montgolfiéra v roce 1783 se Blanchard nadšeně přiklonil k letounům lehčím než vzduch.

### Balóny

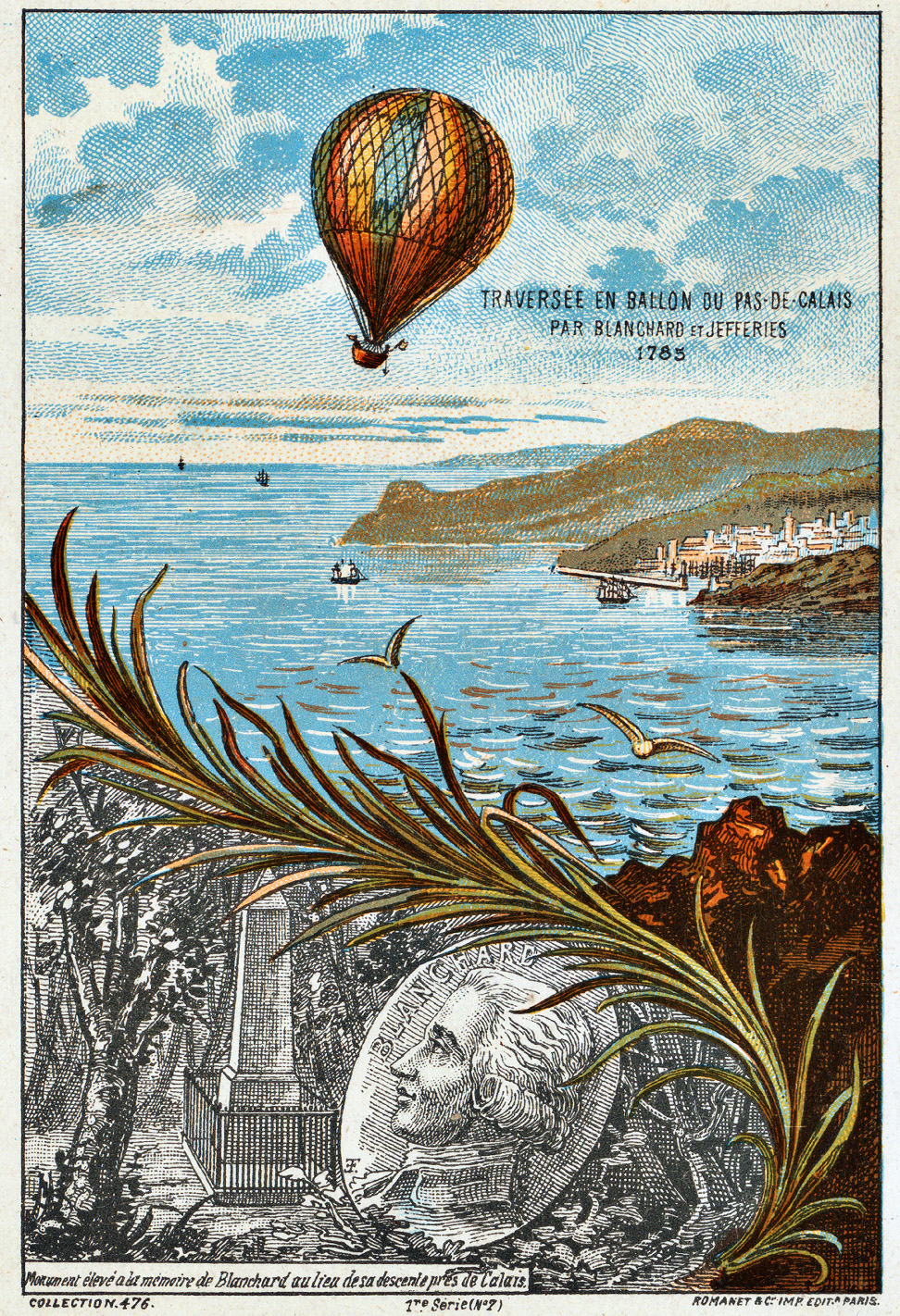
Přelet kanálu La Manche - Blanchard a Jeffries, 7. ledna 1785

Již 2. března 1784 vzlétl z Martova pole v Paříži k prvnímu letu balonem plněným vodíkem (tzv. charliéra), přeletěl Seinu a vítr jej zavál do Sèvres. V říjnu téhož roku pak uskutečnil let v Londýně. Slavným se stal Blanchard svým dobrodružným letem přes kanál La Manche. První přelet kanálu v historii lidstva uskutečnil 7. ledna 1785 spolu s americkým lékařem a sponzorem Dr. Johnem Jeffriesem z Doveru do Calais. Aby vzduchoplavci koncem letu udrželi balon ve vzduchu, museli odhodit postupně všechnu zátěž, včetně svého oblečení až na spodky, a nakonec i gondolu, když se vyšplhali do lanoví. Úspěšně přistáli v Calais, kde byli nadšeně uvítáni davem. Blanchard se stal čestným občanem města a od krále obdržel doživotní rentu 1200 livrů ročně. Na další let nad Londýnem 4. května 1785 Blanchard vzal 14letou dceru svého kamaráda Simonse. Poté s úspěchem pořádal veřejné lety po celé tehdejší Evropě. První vzlety uskutečnil v několika státech: Belgie: Brusel a Lutych 1786, Nizozemí: Rotterdam 1785, Německo: Cáchy a Hamburk 1786, Norimberk a Lipsko 1787, Berlín a Brunšvik 1788, Lübeck 1789; Rakousko 1790 a Polsko: Varšava a Vratislav 1789.
- Historicky první let v Praze uskutečnil 31. října 1790, byl to jeho 37. let a jeho společníkem v gondole byl hrabě Jáchym Šternberk (1755–1808).[3] Start byl v Královské oboře (dnešní Stromovka) a přistání v Bubenči, výška letu cca 1700 metrů a trvání letu jedna hodina.[4]
- Druhý let nad Prahou podnikl 11. září roku 1791 u příležitosti korunovace císaře Leopolda II. českým králem.
- Nad Vídní letěl čtyřikrát, nejslavnější byl let ze 6. července 1791 na trase Prater – Groß-Enzersdorf, očitý svědek Emanuel Schikaneder napsal pod dojmem této události libreto k opeře Kouzelná flétna.
- Turné po USA Blanchard uskutečnil 9. ledna 1793 za přítomnosti George Washingtona (a budoucích prezidentů Johna Adamse, Thomase Jeffersona, Jamese Madisona a Jamese Monroea) startoval ve Filadelfii a přistál v Depfordu.
- Turné po USA Blanchard uskutečnil 9. ledna 1793 za přítomnosti George Washingtona (a budoucích prezidentů Johna Adamse, Thomase Jeffersona, Jamese Madisona a Jamese Monroea) startoval ve Filadelfii a přistál v Depfordu.

### Seskok padákem
Blanchard též poprvé úspěšně předvedl seskok padákem 3. října 1785, když ve Frankfurtu nad Mohanem připoutal k padáku svého psa a spustil jej k zemi. Tento padák mu pak zachránil život 21. listopadu 1785, když po vzletu hrozilo balonu v důsledku přetlaku roztržení. Blanchard byl nucen prorazit na vrcholu balonu několik děr, ale ty se roztrhly a balon se řítil k zemi. Blanchard okamžitě uskutečnil první (neplánovaný a nedobrovolný) seskok padákem v historii lidstva a zachránil si tím život.

### Rodina a smrt
Poprvé se Blanchard oženil roku 1774 v rodném Petit Andely s Viktorií Lebrunovou, s níž měl čtyři děti. Roku 1796 nebo 1797 se Blanchard podruhé oženil, a to s 26letou Marií Madeleine Sofií Armandovou (1778-1819), nadšenou příznivkyní vzduchoplavby, která se také naučila řídit balón. Manželé spolu uskutečnili řadu vzletů mj. i první let přes kanál La Manche v obráceném směru (z Calais do Doveru). Roku 1808 při letu nad zámkem v Blois Blanchard spadl z výšky 18 metrů, ale nezabil se. Osudným se mu let balónem stal až 7. března 1809. Během tohoto 66. letu postihla letce ataka iktu (mozková mrtvice) a zemřel. Manželka pak pokračovala v létání samostatně, při jednom letu strávila v balónu noc nad Paříží a při svém 67. letu července 1819 se zabila pádem z hořícího balonu.
Blanchard byl autodidakt a stal se jedním z největších průkopníků letectví. Jeho zásluhy jsou nezaslouženě dnes poněkud pozapomínány.